# Ministri dell'interno del Sudafrica
I ministri dell'interno del Sudafrica dal 1910 sono i seguenti.

## Lista

### Ministri degli affari interni (Minister of the Interior Affairs) 1910–1984
| Ministro                 | Fotografia             | Partito             | Durata mandato |
| ------------------------ | ---------------------- | ------------------- | -------------- |
| Jan Smuts                |                        | Partito Sudafricano | 1910–1912      |
| Abraham Fischer          |                        | Partito Sudafricano | 1912–1913      |
| Hendrik Schalk Theron    |                        | Partito Sudafricano | 1915           |
| Sir Thomas Watt          | Smuts Cabinet 1923.jpg | Partito Sudafricano | 1916–1919      |
| Sir Thomas Watt          | Smuts Cabinet 1923.jpg | Partito Sudafricano | 1919–1921      |
| Patrick Duncan           |                        | Parti sud-africain  | 1921–1924      |
| Daniel François Malan    |                        | PN                  | 1924–1933      |
| Jan Hendrik Hofmeyr      |                        | Partito Unito       | 1933–1936      |
| Richard Stuttaford       |                        | Partito Unito       | 1936–1939      |
| Harry Gordon Lawrence    |                        | Partito Unito       | 1939–1943      |
| Charles Francis Clarkson | SA Cabinet 1939.jpg    | Partito Unito       | 1943–1948      |
| Harry Gordon Lawrence    |                        | Partito Unito       | 1948           |
| Theophilus Dönges        |                        | PN                  | 1948–1954      |
| Theophilus Dönges        | 1954–1958              | PN                  |                |
| Jozua François Naudé     |                        | PN                  | 1958–1961      |
| Jan de Klerk             |                        | PN                  | 1961–1966      |
| P.K. Le Roux             |                        | PN                  | 1966-1968      |
| Lourens Muller           |                        | PN                  | 1968–1970      |
| Marais Viljoen           |                        | PN                  | 1970           |
| Theo Gerdener            |                        | PN                  | 1970–1972      |
| Connie Mulder            |                        | PN                  | 1972–1978      |
| Alwyn Schlebusch         |                        | PN                  | 1978–1980      |
| Chris Heunis             |                        | PN                  | 1980–1982      |
| Frederik de Klerk        |                        | PN                  | 1982–1984      |

### Ministri degli affari interni (Minister of Internal Affairs) 1984 – 1994
| Ministro          | Fotografia | Durata mandato          | Partito | Presidente          |
| ----------------- | ---------- | ----------------------- | ------- | ------------------- |
| Frederik de Klerk |            | 1984 - 1985             | PN      | Pieter Willem Botha |
| Stoffel Botha     |            | 1985 - 6 settembre 1989 | PN      | Pieter Willem Botha |
| Gene Louw         |            | 6 settembre 1989 - 1992 | PN      | F. W. de Klerk      |
| Louis Pienaar     |            | 1992 - 1993             | PN      | F. W. de Klerk      |
| Danie Schutte     |            | 1993 - 10 maggio 1994   | PN      | F. W. de Klerk      |

### Ministri degli affari interni (Minister of Home Affairs), 1994 – presente
| Ministro                | Fotografia | Durata mandato                      | Partito | Presidente                      |
| ----------------------- | ---------- | ----------------------------------- | ------- | ------------------------------- |
| Mangosuthu Buthelezi    |            | 10 maggio 1994 - 13 luglio 2004     | IFP     | Nelson Mandela                  |
| Nosiviwe Mapisa-Nqakula |            | 13 luglio 2004-21 aprile 2009       | ANC     | Thabo Mbeki - Kgalema Motlanthe |
| Nkosazana Dlamini-Zuma  |            | 22 aprile 2009-3 ottobre 2012       | ANC     | Jacob Zuma                      |
| Naledi Pandor           |            | 4 ottobre 2012 - 6 maggio 2014      | ANC     | Jacob Zuma                      |
| Malusi Gigaba           |            | 7 maggio 2014-30 marzo 2017         | ANC     | Jacob Zuma                      |
| Hlengiwe Mkhize         |            | 30 marzo 2017-17 ottobre 2017       | ANC     | Jacob Zuma                      |
| Ayanda Dlodlo           |            | 17 ottobre 2017 - 26 febbraio 2018  | ANC     | Jacob Zuma                      |
| Malusi Gigaba           |            | 27 febbraio 2018 - 13 novembre 2018 | ANC     | Cyril Ramaphosa                 |
| Siyabonga Cwele         |            | 13 novembre 2018-29 maggio 2019     | ANC     | Cyril Ramaphosa                 |
| Aaron Motsoaledi        |            | 30 maggio 2019 - in corso           | ANC     | Cyril Ramaphosa                 |